# Bremerhaven 93
Bremerhaven 93 (offiziell: Turn- und Sportverein Bremerhaven von 1893 e. V.) war ein Sportverein aus Bremerhaven. Bekannt wurde der Verein durch seine Fußballabteilung, die 1921 und 1923 das Halbfinale der Deutschen Arbeitermeisterschaft und 1955 die Endrunde um die deutsche Meisterschaft erreichte. 17 Jahre lang spielte der Verein in der höchsten Spielklasse. 1977 ging der Verein im OSC Bremerhaven auf.

## Geschichte

### 1893 bis 1933: Im Arbeitersport
Der Verein wurde am 7. August 1893 als Arbeiter Turnverein Bremerhaven von Hafenarbeitern gegründet. Damit gehörte der ATV zu den ältesten Vereinen im ATSB (ATSB) und war zugleich der älteste proletarische Turnverein an der Unterweser. Im Jahre 1912 forderte eine Gruppe Jugendlicher aus dem Stadtteil Lehe die Einrichtung einer Fußballabteilung, die im gleichen Jahr gegründet wurde und sich, ungewöhnlich für diese Zeit, sportlich durchsetzen konnte. Zwischen 1914 und 1924 schlossen sich die Arbeitersportvereine im Großraum Bremerhaven zur Freien Turnerschaft Unterweser zusammen, wobei die einzelnen Vereine, darunter der ATV Bremerhaven, als Abteilungen bestehen blieben.
Die Fußballer ließen sich am Sportplatz an der Rickmersstraße nieder und wurden zum Liebling der Hafenarbeiter. Im Sommer 1921 erreichte der ATV, der als FT Unterweser Abt. 1 Bremerhaven antrat, das Halbfinale um die deutsche Arbeitermeisterschaft, scheiterte aber mit 2:3 nach Verlängerung an Nordiska Berlin. Zwei Jahre später musste der Sportplatz an der Rickmersstraße aufgegeben werden. Neue Spielstätte wurde der Kasernensportplatz in Lehe. Gleichzeitig qualifizierte sich die Mannschaft erneut für die deutsche Arbeitermeisterschaft, wo im Halbfinale das Aus nach einem 0:2 gegen den SV Stralau aus Berlin erfolgte.
Am 1. April 1926 eröffnete der ATV zusammen mit den bürgerlichen Lokalrivalen Sparta und ATS das Zollinlandstadion. Ebenfalls 1926 debütierte Mittelläufer Willi Knebel in der deutschen Arbeiternationalmannschaft. In den folgenden Jahren stellte der ATV mit Bernhard Peetz und Werner Krohn zwei weitere Nationalspieler, konnte sich aber nicht mehr für die deutsche Arbeitermeisterschaft qualifizieren.

### 1933 bis 1948: Drittes Reich und Nachkriegszeit
Mit der Machtübernahme der Nationalsozialisten im Jahre 1933 wurde der ATSB und die ihm angeschlossenen Vereine zwangsweise aufgelöst. Da der Verein jedoch für die Stadt von hoher Bedeutung war und sowohl Anhänger im proletarischen als auch im bürgerlichen Lager hatte, konnte der Verein weiter existieren. Dem Vereinsvorsitzenden Albert Paecht gelang es mit Hilfe von Walter Bleicher, dem Vorsitzenden der Stadtverordnetenfraktion der NSDAP, den Verein zu retten. Nach Abstimmung wurde am 11. Juni 1933 aus dem ATV der TuS Bremerhaven 93. Dieser trat dem DFB bei und konnte weiter am Spielbetrieb teilnehmen. Allerdings mussten die 93er einen Neubeginn in der Kreisklasse starten.
1937 gelang der Aufstieg in die damals zweitklassige Fußball-Bezirksklasse Bremen, aus der der Verein jedoch postwendend wieder abstieg. 1942 wurde der Verein in die neu geschaffene, erstklassige Gauliga Weser-Ems aufgenommen. Am 13. Juni 1943 bildeten die 93er gemeinsam mit der Leher Turnerschaft eine Kriegsspielgemeinschaft, die in die neu geschaffene Gauliga Osthannover umgruppiert wurde.
Nach dem Zweiten Weltkrieg wurde der TuS Bremerhaven 93 im November 1945 aufgelöst. Als Nachfolger wurde die SG Bremerhaven gegründet, die bereits im März 1947 wieder den alten Namen annahm.
1946 wurde das Team in die neu geschaffene Oberliga Niedersachsen-Nord aufgenommen und schafften dort unter anderem einen 3:2-Sieg bei Werder Bremen. Am Saisonende wurde die Qualifikation für die neu geschaffene Oberliga Nord um zwei Punkte verpasst. 1948 wurde die Mannschaft zunächst erster Meister der Amateurliga Bremen und schaffte nach einem 3:0-Sieg über den Itzehoer SV den Aufstieg in die Oberliga Nord.

### 1948 bis 1963: Oberliga Nord
| 1948/49             | 12. | 28:54 | 14:30 |
| 1949/50             | 10. | 57:65 | 30:30 |
| 1950/51             | 8.  | 66:61 | 32:32 |
| 1951/52             | 8.  | 63:56 | 33:27 |
| 1952/53             | 8.  | 50:60 | 29:31 |
| 1953/54             | 7.  | 53:55 | 29:31 |
| 1954/55             | 2.  | 56:38 | 41:19 |
| 1955/56             | 7.  | 55:49 | 32:28 |
| 1956/57             | 9.  | 42:49 | 29:31 |
| 1957/58             | 5.  | 52:42 | 33:27 |
| 1958/59             | 9.  | 54:66 | 28:32 |
| 1959/60             | 5.  | 59:47 | 34:26 |
| 1960/61             | 14. | 37:67 | 23:37 |
| 1961/62             | 14. | 35:65 | 23:37 |
| 1962/63             | 13. | 40:56 | 24:36 |
| Liga: Oberliga Nord |     |       |       |

Gleich am ersten Spieltag der Oberliga-Saison 1948/49 mussten die 93er beim Hamburger SV eine 1:7-Niederlage hinnehmen. Trotz Überraschungserfolgen wie einem 3:0 über den FC St. Pauli reichte es am Saisonende nur zum letzten Platz. Am Saisonende führte der NFV das Vertragsspielerstatut ein und stockte die Oberliga Nord von zwölf auf 16 Mannschaften auf. Zur folgenden Spielzeit übernahm der ehemalige österreichische Nationalspieler Gustav Wieser das Traineramt und führte die Mannschaft auf Platz zehn.
1950 verpflichtete der Verein den jungen Trainer Helmuth Johannsen, unter dessen Leitung die 93er zu einer festen Größe der Oberliga Nord wurden. Dreimal hintereinander wurde die Mannschaft Tabellenachter und 1954 sogar Siebter. Johannsen verließ Bremerhaven in Richtung Holstein Kiel und wurde durch Robert Gebhardt ersetzt. Gleich zum Auftakt der Saison 1954/55 schlug 93 den amtierenden deutschen Meister Hannover 96 mit 2:1 und übernahm nach einem 2:1 über den Bremer SV erstmals die Tabellenführung. Mit einer Siegesserie in der Rückrunde sicherten sich die Bremerhavener die Vizemeisterschaft. Zwischenzeitlich sorgte die Mannschaft auch im DFB-Pokal für Furore und erreichte das Viertelfinale, wo sie dem FC Schalke 04 mit 0:2 unterlag.
Um sich für die Endrunde um die Deutsche Meisterschaft zu qualifizieren, mussten die 93er noch Ausscheidungsspiele gegen den Vizemeister der Oberliga Südwest Wormatia Worms austragen. Das Spiel im neutralen Düsseldorf endete 3:3 nach Verlängerung, ehe Bremerhaven das Wiederholungsspiel an gleicher Stelle mit 3:2 gewann. Der DFB ließ für die Endrunde das Zollinlandstadion nicht zu, da es zu klein war und über zu wenige Sitzplätze verfügte. Der Verein wich darauf ins Bremer Weserstadion aus und mietete für die Fans mehrere Schiffe an, um sie zum Spielort und zurück zu transportieren.
In der Aufstiegsrunde gewann 93 seine „Heimspiele“ gegen Wormatia Worms mit 1:0 und gegen Kickers Offenbach mit 2:0. Gegen den Gruppensieger Rot-Weiss Essen gab es ein 1:1. Am Ende belegte Bremerhaven Platz zwei. Mit diesem Erfolg stieg auch die Erwartungshaltung der Bremerhavener Fußballfans deutlich an. Die Mannschaft konnte diese jedoch in den folgenden Jahren nicht mehr erfüllen. Zudem erwies sich das Zollinlandstadion aufgrund der geringen Kapazität und des mangelnden Komforts zu einem großen Problem. 1956 langte es für die 93er nur noch zu Platz sieben.
Trainer Gebhardt verließ 1958 Bremerhaven in Richtung SV Sodingen. Ein Jahr später verjüngte der neue Trainer Erich Garske die Mannschaft mit Nachwuchsspielern wie Uwe Klimaschefski und überwinterte mit der Mannschaft auf Platz zwei. Interne Querelen zwischen Garske und dem Vorstand ließ die 93er auf Platz fünf abrutschen. Zahlreiche Leistungsträger verließen den Verein, der in den letzten Jahren der Oberliga Nord nur noch gegen den Abstieg kämpfte. 1963 qualifizierten sich die Bremerhavener als Dreizehnter nur mit viel Mühe für die neu geschaffene Regionalliga Nord.

### 1963 bis 1974: Regionalliga Nord
| 1963/64                 | 12. | 48:48 | 28:40 |
| 1964/65                 | 7.  | 46:55 | 31:33 |
| 1965/66                 | 4.  | 61:47 | 38:26 |
| 1966/67                 | 15. | 34:57 | 24:40 |
| 1967/68                 | 5.  | 48:53 | 39:25 |
| 1968/69                 | 9.  | 53:57 | 30:34 |
| 1969/70                 | 6.  | 57:47 | 37:27 |
| 1970/71                 | 8.  | 54:48 | 37:31 |
| 1971/72                 | 15. | 42:60 | 25:43 |
| 1972/73                 | 14. | 40:60 | 25:43 |
| 1973/74                 | 14. | 35:61 | 31:41 |
| Liga: Regionalliga Nord |     |       |       |

Auch in der neuen Liga kamen die 93er nicht über das Mittelmaß hinaus. Erst in der Saison 1965/66 konnte der Verein wieder an bessere Tage anknüpfen. Doch der Erfolg war nur von kurzer Dauer. Schon in der folgenden Spielzeit wurde der Abstieg nur mit großer Mühe vermieden. Der Zuschauerschnitt war auf 2.200 zurückgefallen. Trainer Werner Lang wurde durch Fritz Schollmeyer ersetzt. Nach einer Serie von acht Siegen in Folge erreichten die 93er im Frühjahr 1968 die Tabellenspitze, ehe interne Turbulenzen die Mannschaft noch auf Rang fünf abrutschen ließen. Auch die finanziellen Sorgen vergrößerten sich, da der Verein mittlerweile mit 100.000 Mark verschuldet war.
Als Konsequenz wurden vermehrt Eigengewächse wie Egon Coordes, Willi Reimann oder Eckhard Deterding in die Mannschaft eingebaut. Sportlich kam die Mannschaft nicht mehr über Mittelfeldplätze hinaus, während das Zollinlandstadion Anfang der 1970er Jahre renoviert wurde. Ab 1971 gerieten die 93er in die Abstiegsregionen und konnten sich sowohl 1972 als auch in der folgenden Spielzeit nur mit großer Mühe in der Regionalliga halten. In der letzten Regionalligasaison 1973/74 reichte es nur zu Platz 14. Gegen den FC St. Pauli musste die Mannschaft eine 1:9-Heimniederlage hinnehmen.
Die neu eingeführte 2. Bundesliga wurde damit verpasst, so dass die 93er ab 1974 erstmals nur noch drittklassig spielten. Der Schuldenberg des Vereins war inzwischen auf 400.000 Mark gestiegen. Zwischenzeitlich bildeten ab Februar 1972 der ATS Bremerhaven und der Polizei SV Bremerhaven den Großverein OSC Bremerhaven. Die Stadt gewährte dem TuS 93 im Sommer 1972 einen Zuschuss in Höhe von 100.000 Mark. Als Gegenleistung erklärte sich der Verein bereit, dem OSC beizutreten. Im Juni 1974 stimmten die Mitglieder des TuS 93 dem Beitritt zu, der am 10. Juli 1974 vollzogen wurde. Lediglich die erste Fußballmannschaft blieb zunächst eigenständig.

### 1974 bis 1977: Die letzten Jahre
| 1974/75                     | 6.  | 51:43 | 37:31 |
| 1975/76                     | 10. | 67:50 | 32:36 |
| 1976/77                     | 1.  | 98:35 | 51:17 |
| Liga: Amateur-Oberliga Nord |     |       |       |

Die erste Mannschaft der 93er verblieb wegen der hohen Schulden zunächst eigenständig, weswegen die Mannschaft von den Medien teilweise auch als OSC 93 bezeichnet wurde. Nach dem Verkauf des ATSB-Platzes am Siebenbergensweg erklärte sich die OSC-Führung am 23. Juni 1975 bereit, die Schulden der 93er zu übernehmen. Der Anschluss der ersten Mannschaft erfolgte aus verbandstechnischen Gründen erst am 1. Juli 1977. Sportlich fielen die 93er zunächst ins Mittelmaß der Amateur-Oberliga Nord zurück. Am 7. September 1975 trug der Verein sein letztes Heimspiel im Zollinlandstadion aus und trennte sich torlos vom SC Victoria Hamburg.
Zwei Wochen später sahen 8000 Zuschauer eine 1:4-Heimniederlage gegen Eintracht Nordhorn im neu eröffneten Nordsee-Stadion. Zur Saison 1976/77 waren die 93er schuldenfrei und konnten mit der Unterstützung eines Förderkreises die Mannschaft erheblich verstärken. Mit 98 erzielten Toren wurden die 93er Meister der Amateur-Oberliga Nord. Bei Victoria Hamburg gewann die Mannschaft mit 8:0, gegen die SpVgg Bad Pyrmont gar mit 10:0. In der folgenden Aufstiegsrunde setzten sich die Bremerhavener gegen den 1. FC Bocholt, den Spandauer SV und SVA Gütersloh durch und stiegen in die 2. Bundesliga Nord auf.

### Nach dem Beitritt
Der neue Verein OSC Bremerhaven konnte die in ihn gesteckten Erwartungen nie erfüllen. Zwar sahen 7200 Zuschauer das erste Heimspiel in der 2. Bundesliga, das gegen Arminia Bielefeld mit 0:3 verloren wurde. Am Saisonende stieg der OSC ab und schaffte durch einen Relegationssieg gegen Hertha Zehlendorf den direkten Wiederaufstieg. Auch der zweite Anlauf in der 2. Bundesliga endete mit dem Abstieg und der OSC rutschte bisweilen in die Sechstklassigkeit ab. Seit 1996 spielt der Verein in der höchsten bremischen Amateurliga.
Skeptiker, die vor dem Zusammenschluss gewarnt hatten, weil der Großverein OSC eher auf Breiten- denn auf Leistungssport ausgerichtet sei, sahen sich schon kurze Zeit später bestätigt. Helmuth Johannsen, der in den frühen 1950er Jahren die 93er trainierte, befand nach dem Zweitligaabstieg des OSC im Jahre 1980, dass 93 „ein Markenzeichen war, ein Begriff, den man nicht hätte aufgeben sollen“.

## Das Zollinlandstadion
Der Name geht auf den ehemaligen Zollinlandbahnhof zurück. Auf dem Gelände des Bahnhofs entstand der Platz. Bis 1956 bestand noch keine Tribüne. Das Stadion, welches in Fußballkreisen oftmals nur „Zolli“ genannt wurde, war für seine Stimmung bekannt, die Zuschauer saßen nah am Spielfeld. Nach dem Ende des TuS gehörte der Platz zunächst dem OSC. Später übernahm der FC Bremerhaven das Stadion, die große Holztribüne war längst abgerissen. Die Spiele des FC Bremerhaven fanden dann nur noch vor maximal 4500 Zuschauern statt. Früher hatte das Stadion eine Kapazität von ca. 25.000 Plätzen. Mittlerweile ist der Platz keine Sportstätte mehr. Die Stadt Bremerhaven verfolgte für die Brachfläche Pläne einer Bürgerbegegnungsstätte.

## Erfolge
Bremer Meister 1948, 1969
Bremer Pokalsieger 1959, 1968

## Persönlichkeiten
| - Mohamed Amiq - Horst Bertl - Bernd Brexendorf - Erich Bücker - Erich Busch - Egon Coordes | - Eckhard Deterding - Günter Diekmann - Helmut Geruschke - Horst Grunenberg - Emil Izsó - Helmuth Johannsen | - Rolf Kaemmer - Wilfried Kapteina - Uwe Klimaschefski - Werner Lang - Walter Nachtwey - Oswald Pfau | - Willi Reimann - Gerd Richter - Vitomir Rogoznica - Dieter Rost - Willi Schröder - Gerhard Zebrowski |